# راشيل ماير
راشيل ماير (بالألمانية: Rahel Meyer)‏ (11 مارس 1806، غدانسك في بولندا - 8 فبراير 1874، برلين في ألمانيا)؛ روائية ألمانية.